# Église Sainte-Marie de Dillingen

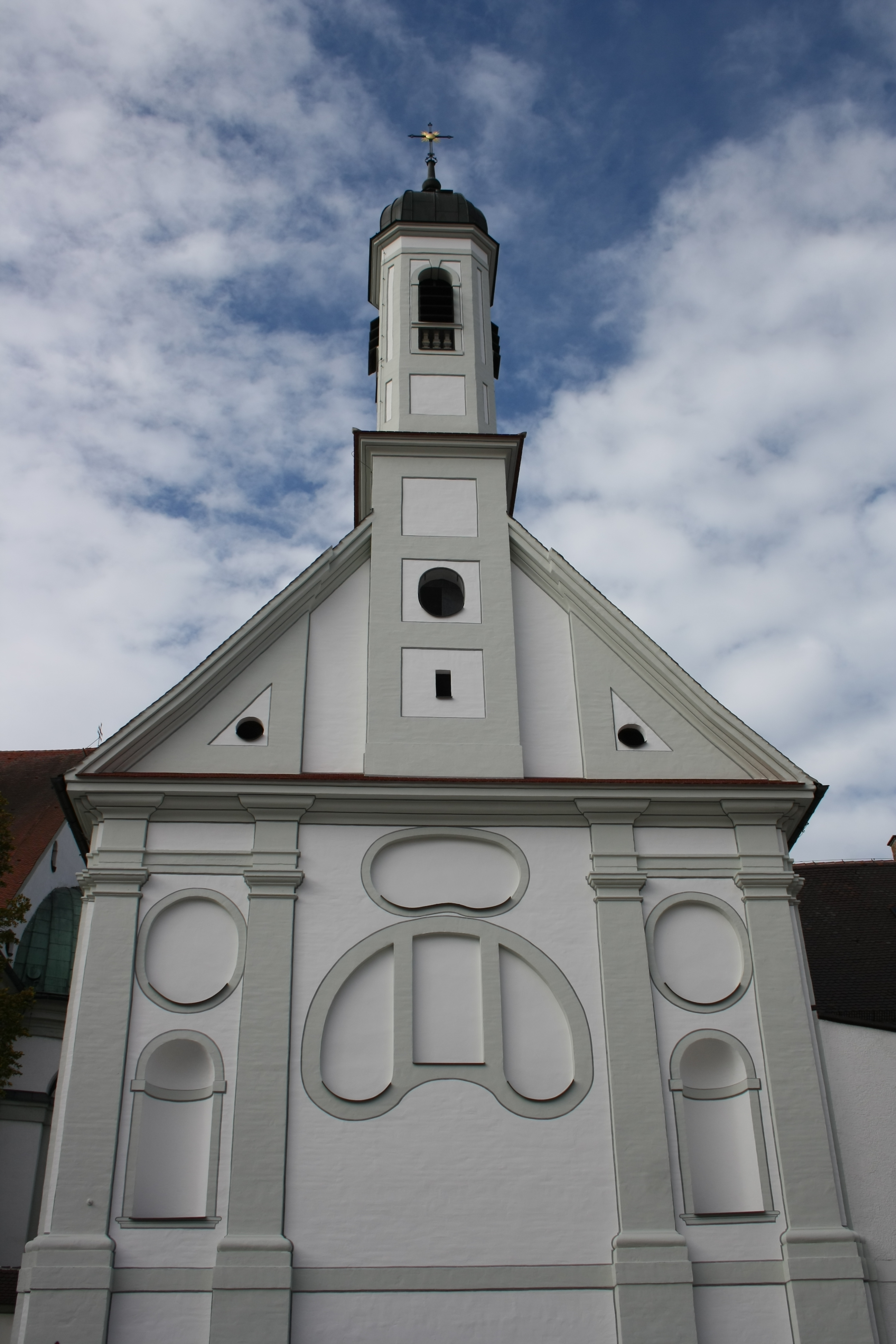
Façade Sud de l'église conventuelle de Dillingen.

L'église Sainte-Marie (Klosterkirche Mariä Himmelfahrt), dédiée à l'Assomption, est l'église du couvent des Franciscaines de Dillingen an der Donau en Souabe (diocèse d'Augsbourg). Ce couvent est la maison-mère de cette congrégation et est construit au XVIIIe siècle selon les plans de Johann Georg Fischer (de) dans le style rococo. 

## Histoire
Les Franciscaines fondent leur couvent au XIIIe siècle. L'église conventuelle est agrandie et réhaussée au XVIe siècle ; elle est consacrée en 1594. Pendant la Guerre de Trente Ans, le couvent et son église subissent de graves dommages, l'église est réparée tant bien que mal en 1658. En 1731, l'église actuelle est planifiée sous le supériorat de Mère Maria Aloisia Erlacherin qui fait appel à un maître d'œuvre originaire de Marktoberdorf, Johann Georg Fischer (1673-1747), au stucateur Ignaz Finsterwalder (1708-1772) de Wessobrunn et à Christoph Thomas Scheffler (1699-1756) de l'école des frères Asam pour la décoration intérieure. Le permis de construire est obtenu en 1736 de la part du prince-évêque, Mgr Alexandre-Sigismond de Palatinat-Neubourg. L'ancienne église est démolie. La même année, Franz Xaver Kleinhans (1699-1776) arrive à Dillingen pour se charger de la construction avec ses compagnons. Le 28 mai 1736, le chambellan gardien de la ville, le baron Josef von Westernach, pose la première pierre au nom du prince-évêque. L'église est consacrée le 11 septembre 1740 à l'Assomption par l'évêque auxiliaire, Mgr Johann Jakob von Mair.
L'église est rénovée en 1900, 1940, 1962 et la dernière fois en 2009. 

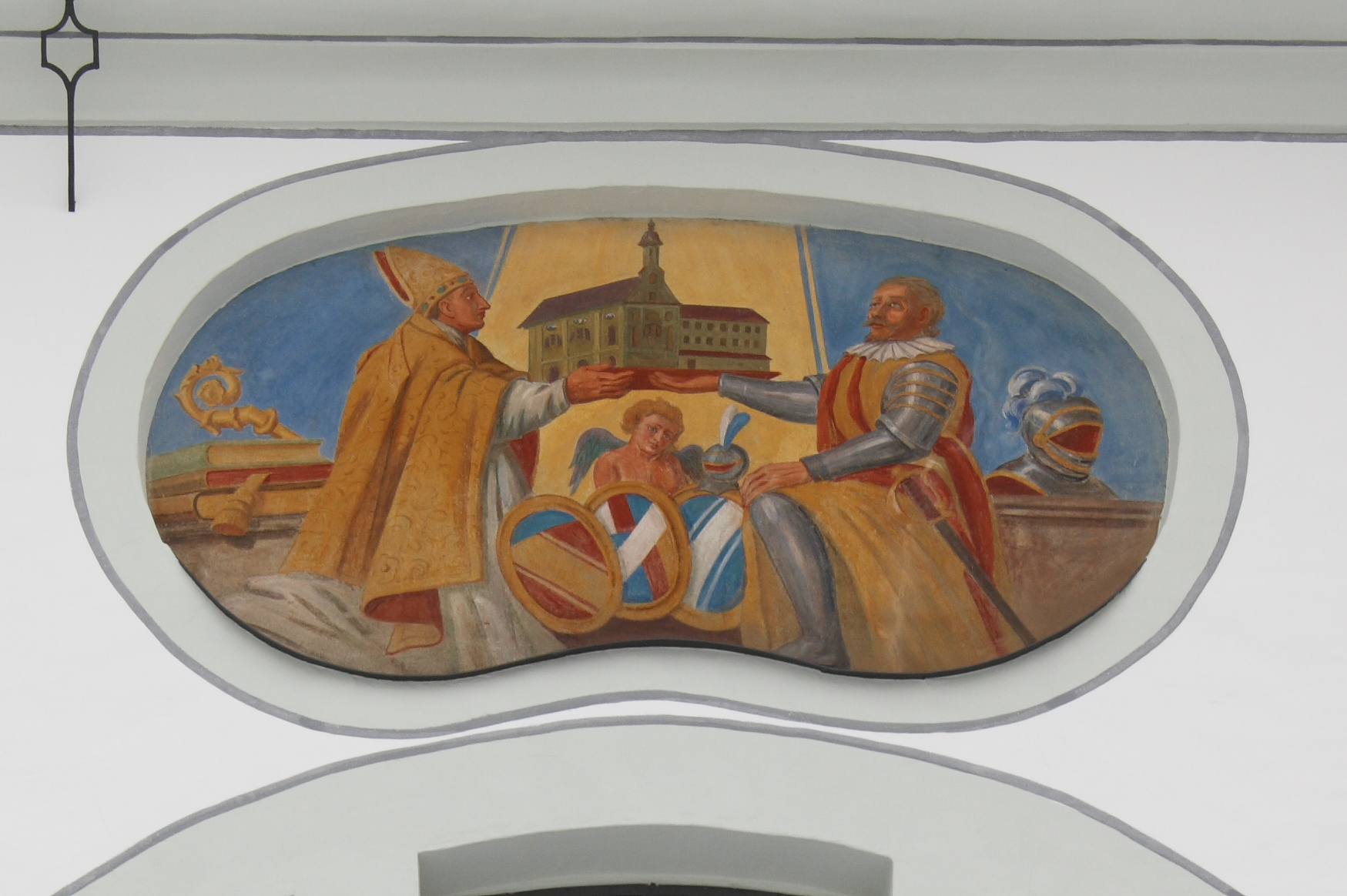
Fresque extérieure représentant la fondation du couvent en 1241.

## Architecture

### Extérieur

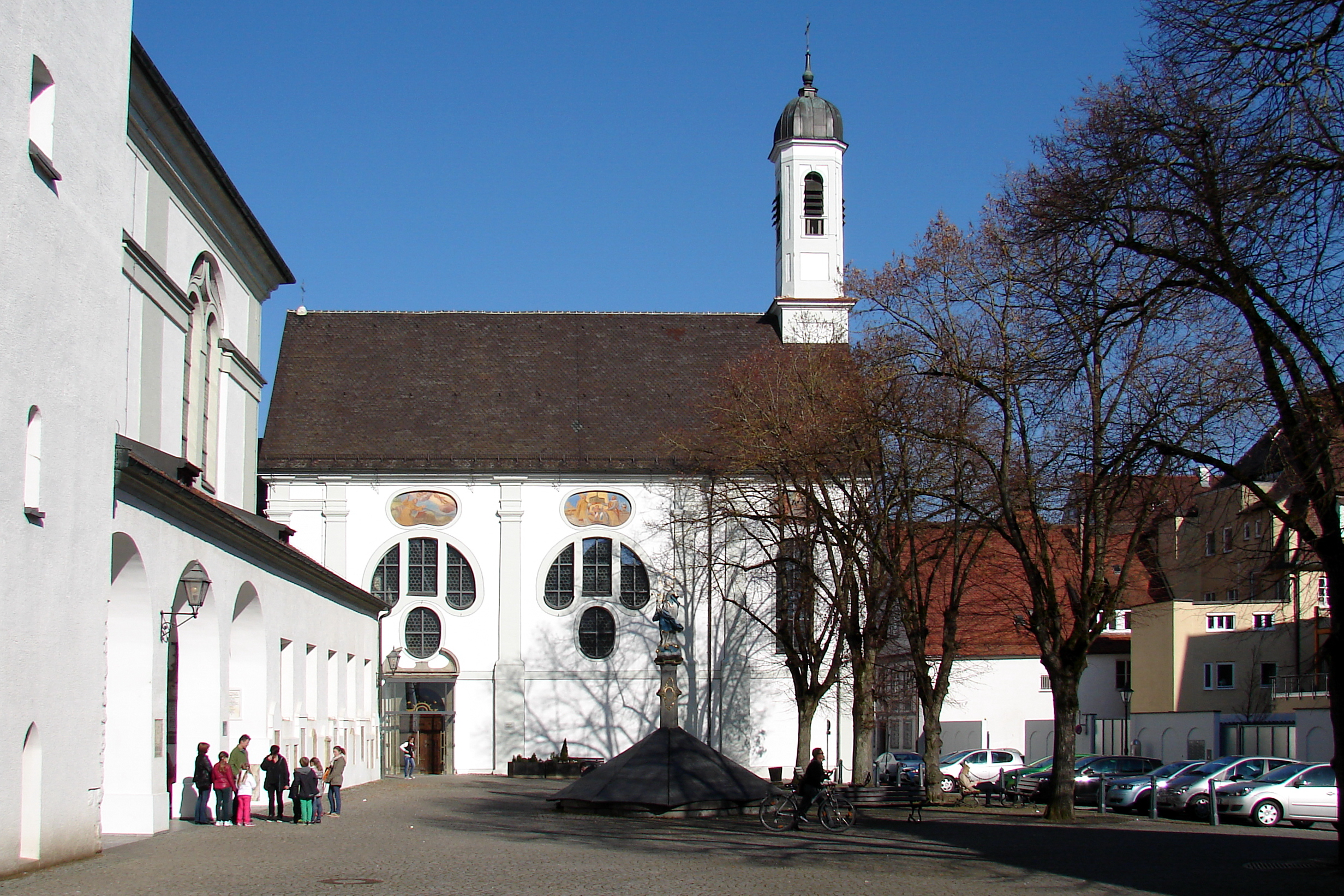
Côté Ouest.

L'église Sainte-Marie se dresse à angle droit de l'église paroissiale Saint-Pierre et ferme le côté Est de la place des Églises. L'église n'est pas orientée, comme il est de coutume, car le chœur se tient au sud (au lieu de l'est). Les façades Nord et Est ne sont pas accessibles car se trouvant dans le couvent. Au-dessus de la façade Sud qui est aveugle se dresse un clocheton avec une coupole octogonale. Le mur extérieur est structuré par un décor présentant deux paires de pilastres soutenant le fronton et flanquant deux niches vides sous deux motifs ronds, tandis qu'au centre un motif en forme de haricot est surplombé d'un ovale. Ces éléments sont peints en gris perle sur un fond blanc. Le portail d'entrée se trouve à l'ouest et ce mur est lui aussi décoré de pilastres et de deux fenêtres en forme de haricot surplombant une fenêtre en ovale, tandis que la fenêtre le plus au sud (donc proche du chœur) est en forme plus classique de baie de plein cintre. Au-dessus des fenêtres à la limite du toit se trouvent trois fresques. Celle de gauche présente saint François d'Assise recevant les stigmates; celle de droite représente sainte Élisabeth de Hongrie, patronne du Tiers-Ordre franciscain à qui appartiennent les Sœurs; et celle du milieu représente le comte Hartmann IV de Dillingen et son fils, l'évêque d'Augsbourg Hartmann V de Dillingen, patrons du couvent.

### Intérieur

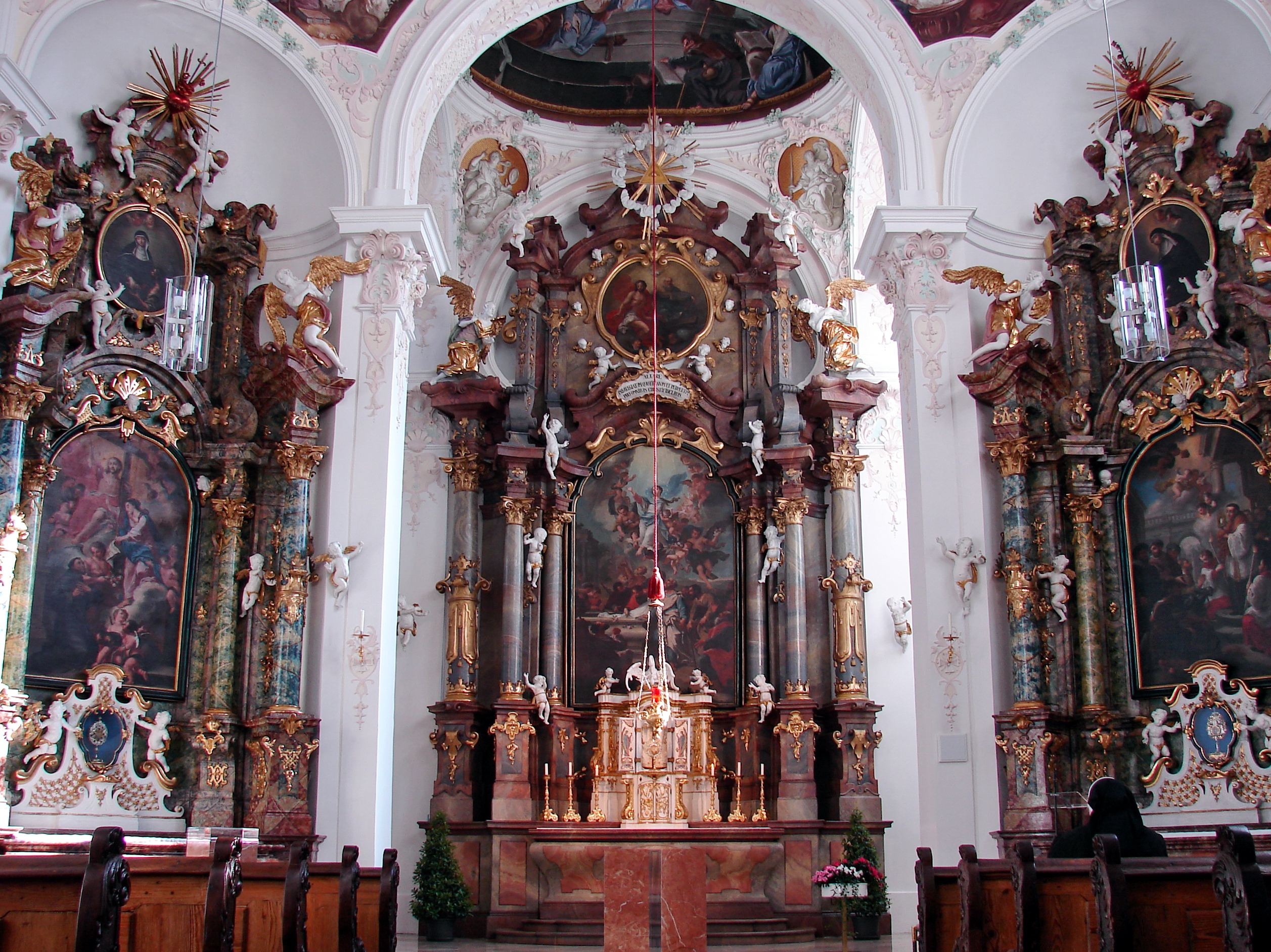
Chœur.

L'intérieur est à nef unique et forme un rectangle de 21,6 mètres de long et 10,8 mètres de large. Le mur Nord présente deux tribunes superposées. Celle du bas possède des stalles et sert pour l'assistance des religieuses, celle du haut sert de tribune d'orgue. Le chœur rectangulaire se trouve au sud.

#### Fresques

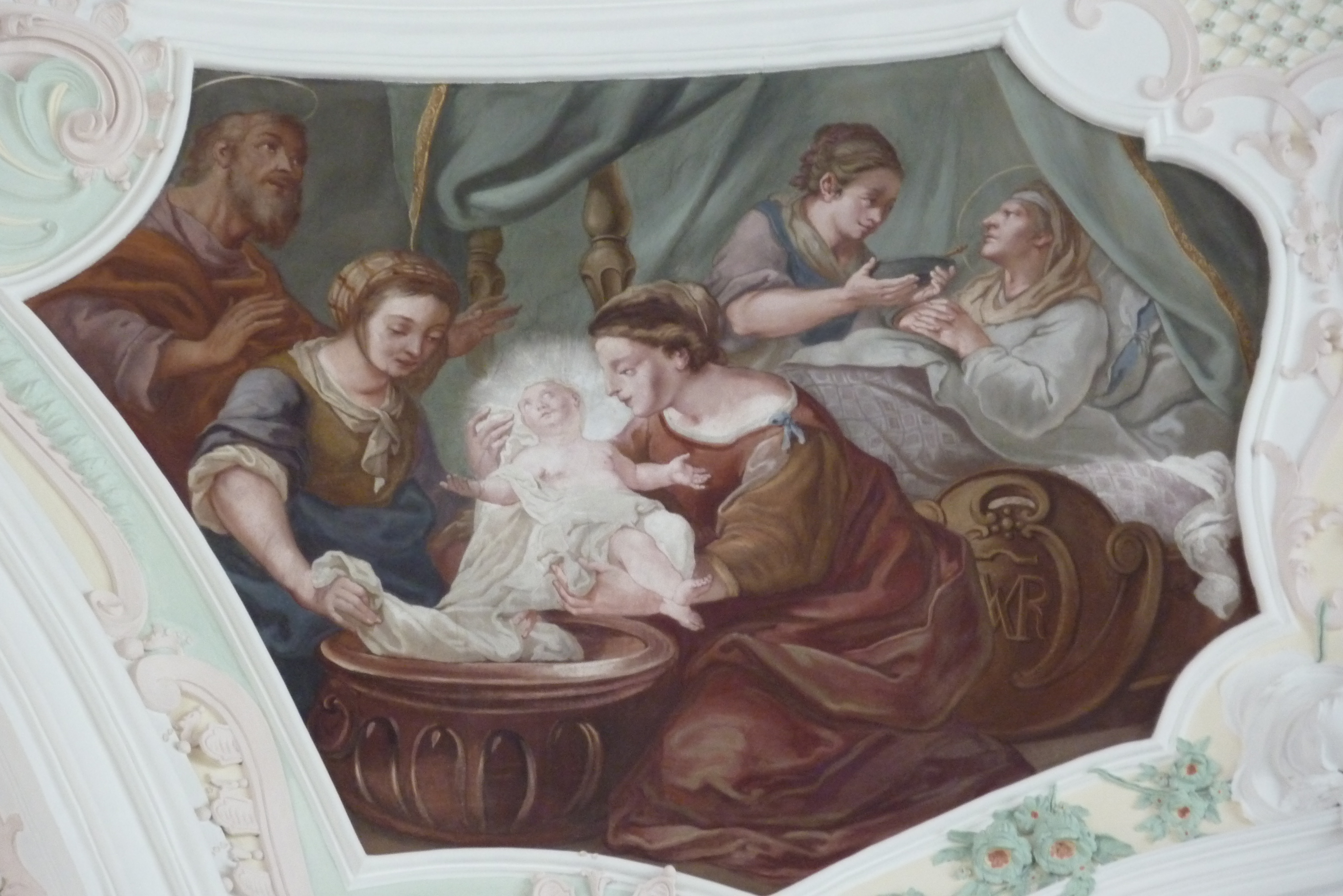
Fresque représentant la Nativité de la Vierge.

Le thème central des grandes fresques de la nef est la Trinité, entourée de thèmes mariaux et de la représentation de personnages de l'Ordre franciscain, comme François d'Assise recevant les stigmates, Claire d'Assise avec un ostensoir, Antoine de Padoue avec un lys, Élisabeth de Hongrie avec une couronne, Marguerite de Cortone avec une tête de mort, Bonaventure de Bagnoregio avec un chapeau de cardinal et Bernardin de Sienne avec le monogramme IHS. Les scènes de côté montrent des événements importants de l'histoire du couvent. Du côté Ouest, c'est la fondation du couvent en 1241 par le comte Hartmann IV de Dillingen et son fils Hartmann V, évêque d'Augsbourg. Au nord, on rappelle l'incendie qui détruit le couvent en 1438 et à l'est la reconstruction en 1464 du couvent est représentée avec le cardinal Pierre de Schaumberg qui en fut à l'initiative. Au-dessus de ses scènes, comme flottant, on remarque Michel Archange, avec une croix et une balance à droite et à gauche le blason du couvent, la croix et les instruments de la Passion. Du côté sud avec le chœur c'est l'affirmation de l'institution de l'Eucharistie qui est représentée avec le cardinal de Waldburg qui en précisa la théologie en 1550. Deux personnages féminins allégoriques figurent la Foi (avec le calice et l'hostie, la Bible et la Croix) et l'Espérance (avec l'ancre et la couronne de laurier) encadrées de cartouches avec l'inscription SOLI DEO HONOR ET GLORIA.
Les six petites fresques en haut des fenêtres montrent des scènes de la vie de la Vierge : l'annonce de la Nativité de la Vierge à Joachim et à Anne par un ange, la Nativité de Marie, la Présentation au Temple de Marie, l'Annonciation de la Nativité du Seigneur, la Visitation de Marie à Élisabeth et la Présentation de Jésus au Temple.
La fresque de la coupole du chœur représente la descente de l'Esprit Saint sous la forme de langues de feu sur Marie et les apôtres. Tout autour, des scènes allégoriques montrent la vertu de Prudence (ou Sagesse) (avec un miroir et un serpent), la vertu de Justice (avec la balance et l'épée), la vertu de Force (avec l'armure et la tour) et enfin la Tempérance (avec une cruche et un bol).

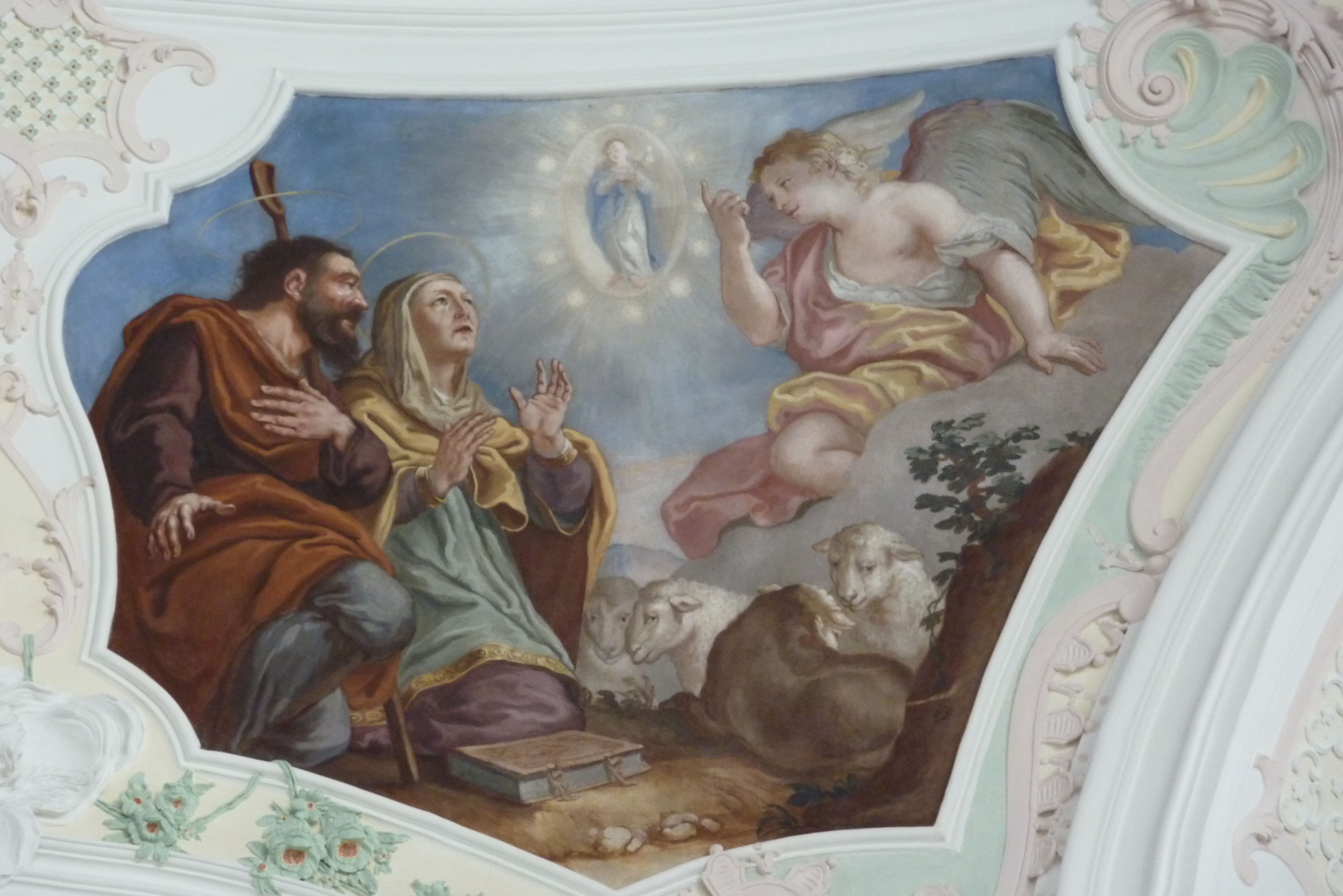
L'Annonce de la Nativité de la Vierge par un ange à Joachim et Anne.
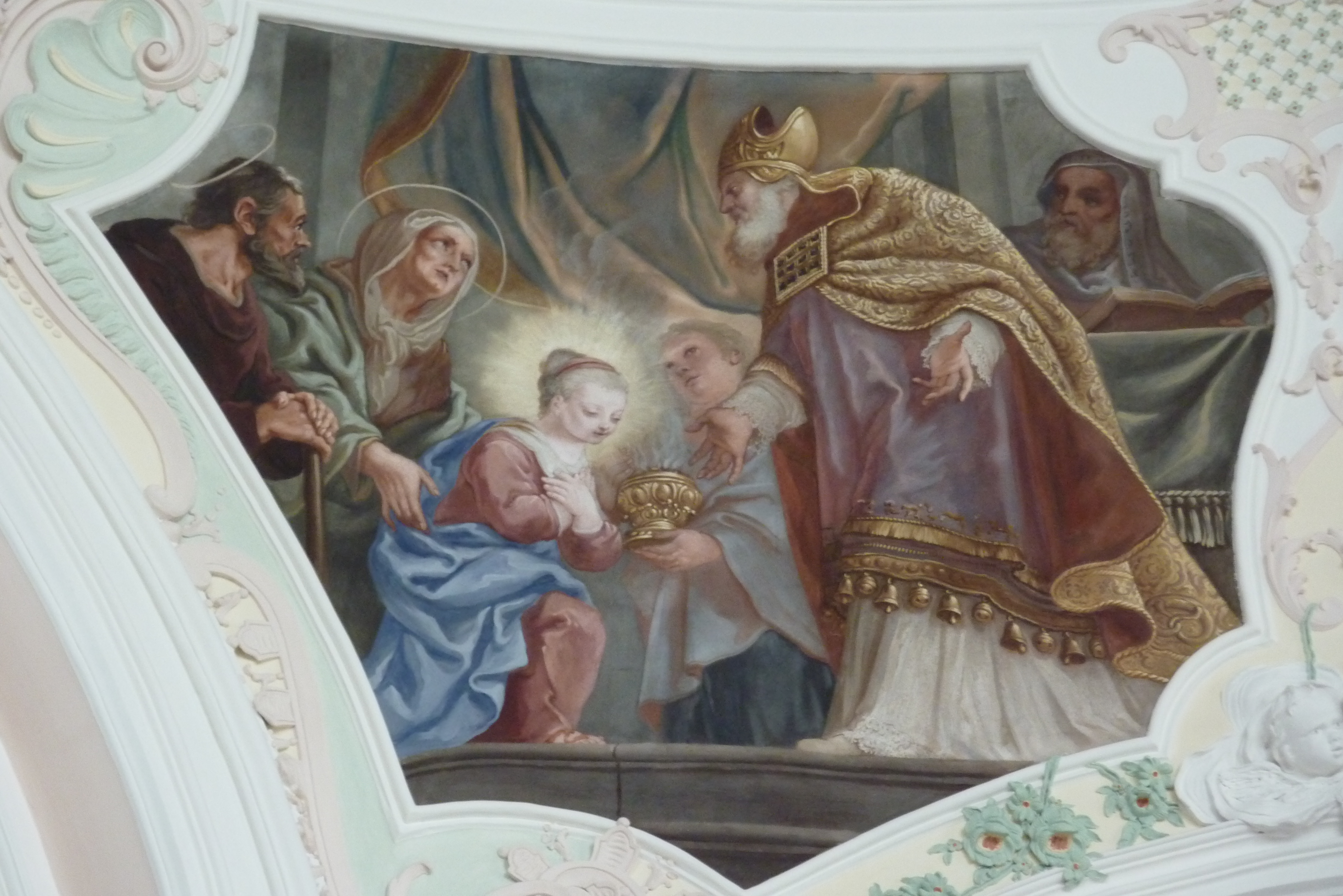
La Présentation de Marie au Temple (Purification).
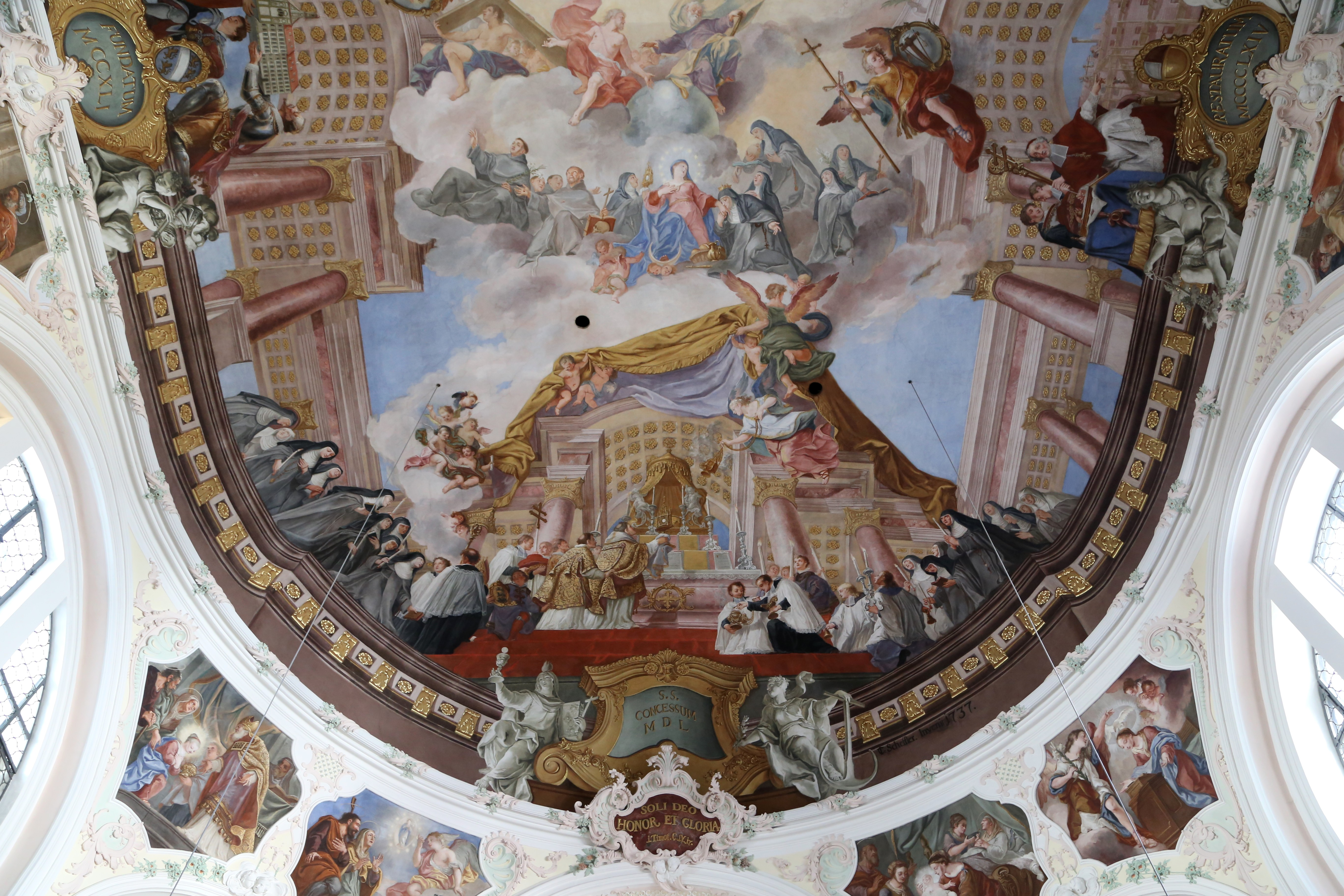
Grande fresque du plafond : L'Assomption de Marie.

#### Mobilier

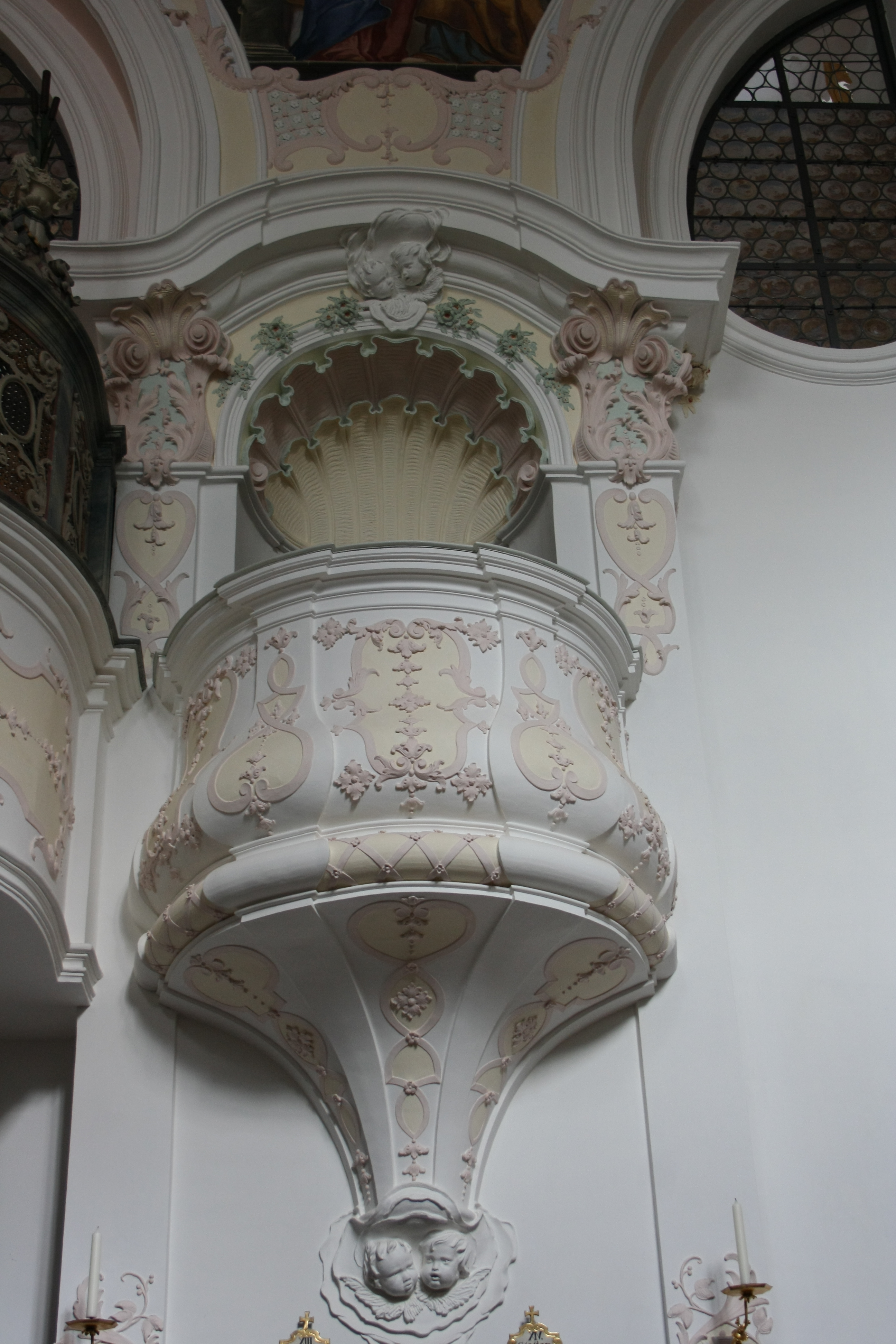
La chaire.

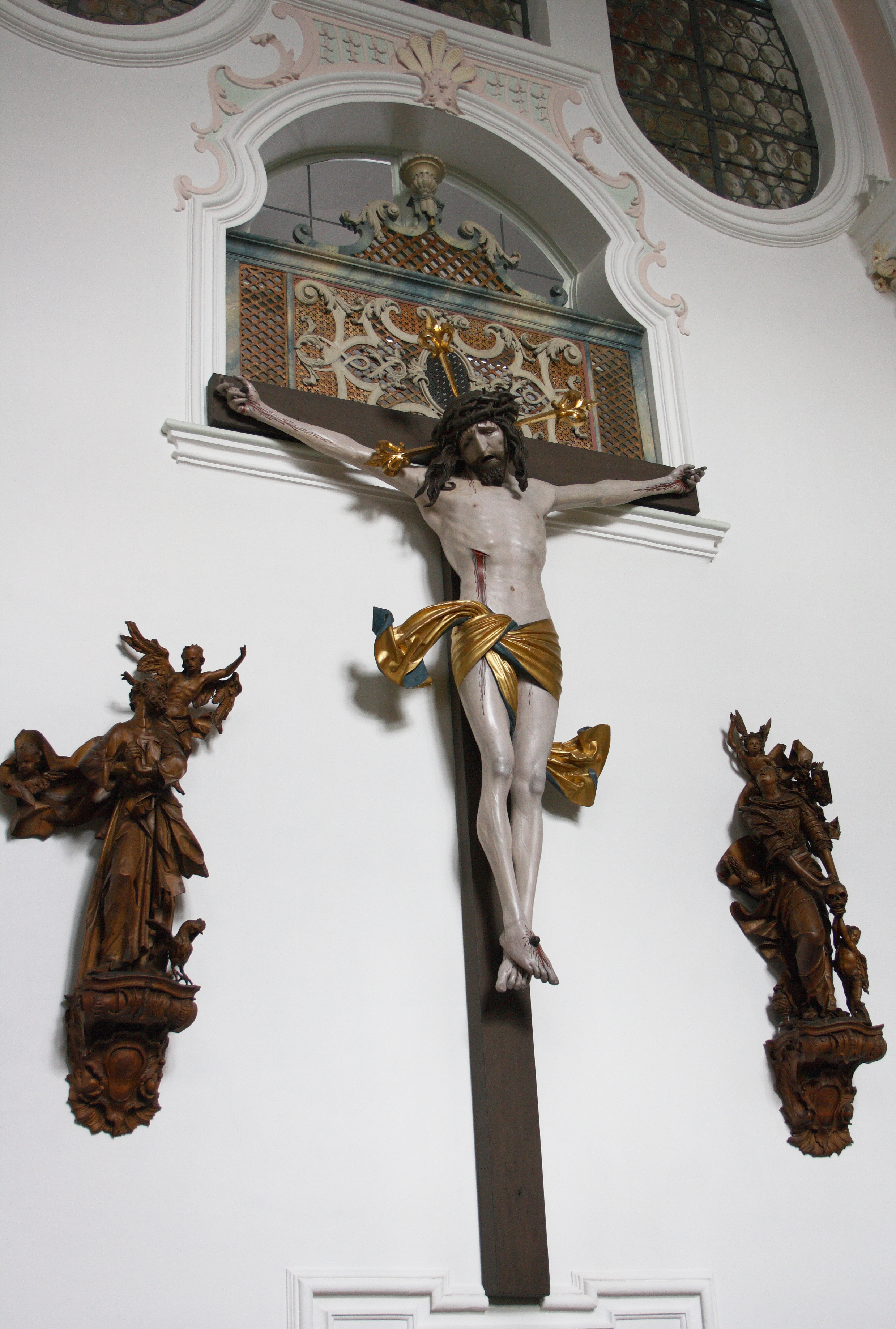
Le grand crucifix.

Les trois autels sont conçus en 1737 par le charpentier Josef Einsle, et les dorures par le peintre de Dillingen, Matthias Wolker. Les tableaux d'autel sont du pinceau de Christoph Thomas Scheffler qui peignit aussi les fresques. Le tableau du maître-autel représente l'Assomption de Marie, surplombée par la Trinité qui l'accueille ; l'autel de gauche est surmonté d'un tableau de François d'Assise avec la Portioncule où il mourut en 1226 ; et enfin l'autel de droite montre Antoine de Padoue avec en haut Marguerite de Cortone, canonisée en 1728.
Le mur Ouest est décoré d'une niche abritant une statue de saint Jean Népomucène qui venait d'être canonisé en 1729 ; cette statue est l'œuvre de Peter Heel (1696-1767), originaire de Pfronten. Elle fait face de l'autre côté à la chaire rococo de Franz Xaver Kleinhans. L'immense crucifix datant de 1520-1530 (de style gothique tardif) se trouve sur le mur Est. La figure de droite sous la croix représente Marguerite de Cortone, elle est sculptée en bois de tilleul et date de 1670 ; la figure de gauche date de 1750 et représente saint Pierre avec le coq à ses pieds qui rappelle son reniement.

## Source de la traduction
- (de) Cet article est partiellement ou en totalité issu de l’article de Wikipédia en allemand intitulé « Klosterkirche Mariä Himmelfahrt (Dillingen an der Donau) » (voir la liste des auteurs).